# نافع بن بديل بن ورقاء الخزاعي
نافع بن بديل بن ورقاء بن عمرو بن ربيعة بن عبد العزى بن ربيعة بن جزي بن عامر بن مازن الخزاعي (ت : 4 هـ) صحابي جليل، أبوه هو الصحابي بديل بن ورقاء الخزاعي، وأخوه هو الصحابي عبد الله بن بديل بن ورقاء الخزاعي، وقد روى من حديث ابن عباس أن رسول الله كان نازلا بالطائف فنادى مناديه من خرج إلينا من عبيدهم فهو حر فخرج إليه نافع ونفيع يعني أبا بكرة وأخاه فأعتقهما، وقال ابن إسحاق قتل نافع بن بديل في سرية بئر معونة مع المنذر بن عمرو وعامر بن فهيرة، وقال عبد الله بن رواحة رحم الله نافع بن بديل رحمة المبتغي ثواب الجهاد صابرا صادق اللقاء إذا ما أكثر القوم قال قول السداد.
أخبرنا عبيد اللّه بن أحمد بإسناده، عن يونس، عن محمد بن إسحاق بن يسار، عن أبيه، عن المغيرة بن عبد الرحمن بن الحارث بن هشام، وعبد اللّه بن أبي بكر بن محمد بن عمرو بن حزم، وغيرهما من أهل العلم، قالوا: «بعث رسول الله صَلَّى الله عليه وسلم المنذر بن عمرو، المُعْنِقَ ليموت، في أربعين رجلًا من أصحابه فيهم: الحارث بن الصمة، وحرام بن مِلْحان، وعروة بن أسماء بن الصلت، ورافع بن بديل بن روقاء الخزاعي»، وذكر الحديث في قتلهم.